# Oxymonacanthus longirostris
Oxymonacanthus longirostris — вид скелезубоподібних риб родини єдинорогові (Monacanthidae).

## Поширення
Морський, тропічний вид. Поширений на коралових рифах в Індійському та Тихому океанах на глибині до 35 м.

## Опис
Дрібна рибка завдовжки до 12 см. Тіло блідо-синього забарвлення з 8 поздовжніми рядами з помаранчево-жовтих плям.

## Спосіб життя
Живе серед коралових рифів. Живиться майже виключно кораловими поліпами з роду акропора (Acropora).